# Przybyła-Bürgerhäuser

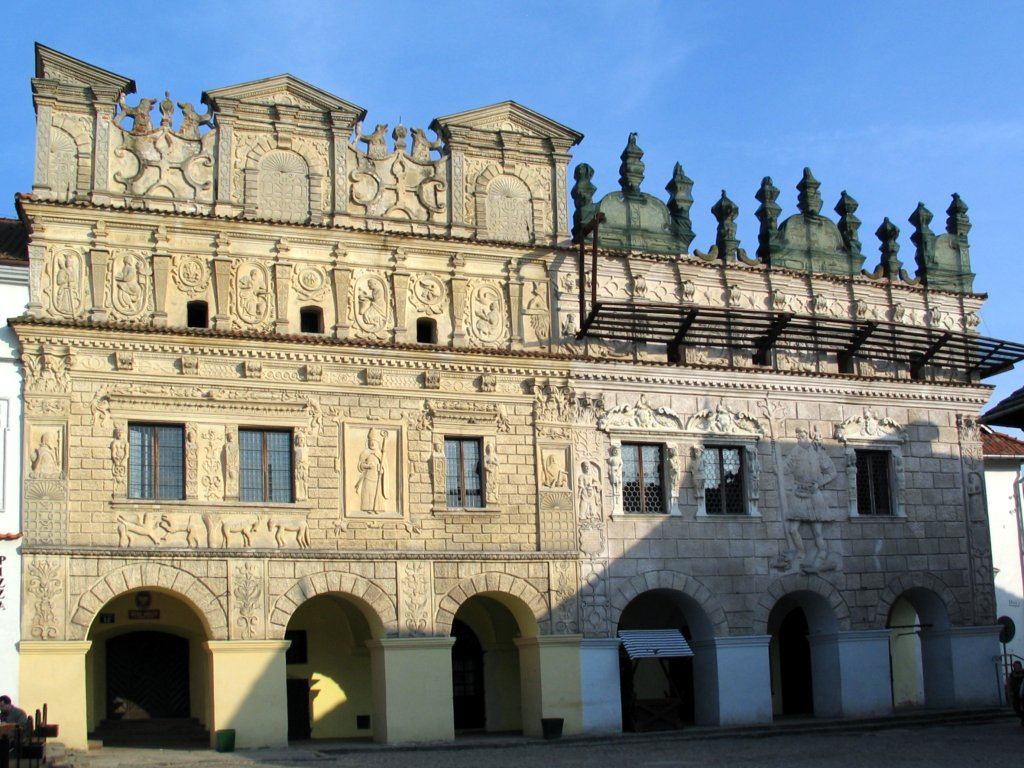
Przybyła-Bürgerhäuser

Die Przybyła-Bürgerhäuser in Kazimierz Dolny, einer Stadt in der Woiwodschaft Lublin, Kreis Puławy, gelten als markanteste Beispiele polnischer weltlicher Kleinstadt-Architektur der Renaissance. Sie wurden am Anfang des 16. Jahrhunderts für Gebrüder Nikolaus (Mikołaj) und Christoph (Krzysztof) Przybyła von unbekannten örtlichen Baumeistern errichtet.
Sie befinden sich im südöstlichen Winkel des Marktplatzes. Es sind Wohnhäuser mit Laubengang im Erdgeschoss und je drei Fenstern im Obergeschoss. Sie wurden aus dem örtlichen Kalkstein gemauert. Die üppig geschmückten Fassaden stellen eine naive Nachahmung der Meisterwerke der italienischen und niederländischen Architektur dar. Die Fassaden sind von hohen Attiken gekrönt. Die Dachflächen hinter den Attiken sind nach innen geneigt und das Regenwasser wird zum Hinterhof abgeführt.
Die linke Fassade zeigt zwischen dem zweiten und dritten Fenster die Gestalt des hl. Nikolaus von Myra im Bischofskasel mit Mitra und Bischofsstab. Unter dem ersten und zweiten Fenster befinden sich Tiergestalten. Über dem Hauptgesims befindet sich eine zweistöckige Attika, wobei das untere, durch neun Pilaster unterteilte Stockwerk mythologische Gestalten in ovalen Umrahmungen zeigt, und das obere zweieinhalb Ädikulä mit dazwischenliegenden Beschlagwerksornamenten. Die Fassaden des Erd- und Obergeschossen sind mit rustikalem Bossenwerk gefüllt.
Die rechte Fassade zeigt zwischen dem zweiten und dritten Fenster die Gestalt des hl. Christophorus mit dem Christkind auf dem Schulter, der es über den Fluss trägt. Die Attika des rechten Hauses ist eingeschossig, wird aber von einer Reihe von Pinakeln gekrönt, einer für die polnische Renaissance-Architektur typischen Lösung. Auch hier sind die Fassaden des Erd- und Obergeschosses mit rustikalem Bossenwerk gefüllt.
Die beiden Bürgerhäuser wurden in das Verzeichnis der Baudenkmäler unter Nr. A/167 bzw. A/166 am 30. Januar 1967 eingetragen.
Noch ein ähnliches Bürgerhaus befindet sich in Kazimierz Dolny. Es handelt sich um das Celej-Haus, für Bartłomiej (Bartholomäus) Celej im 16. Jahrhundert errichtet. Es befindet sich an der Senatorska-Straße 11 und beherbergt das Museum des Weichselraumes.

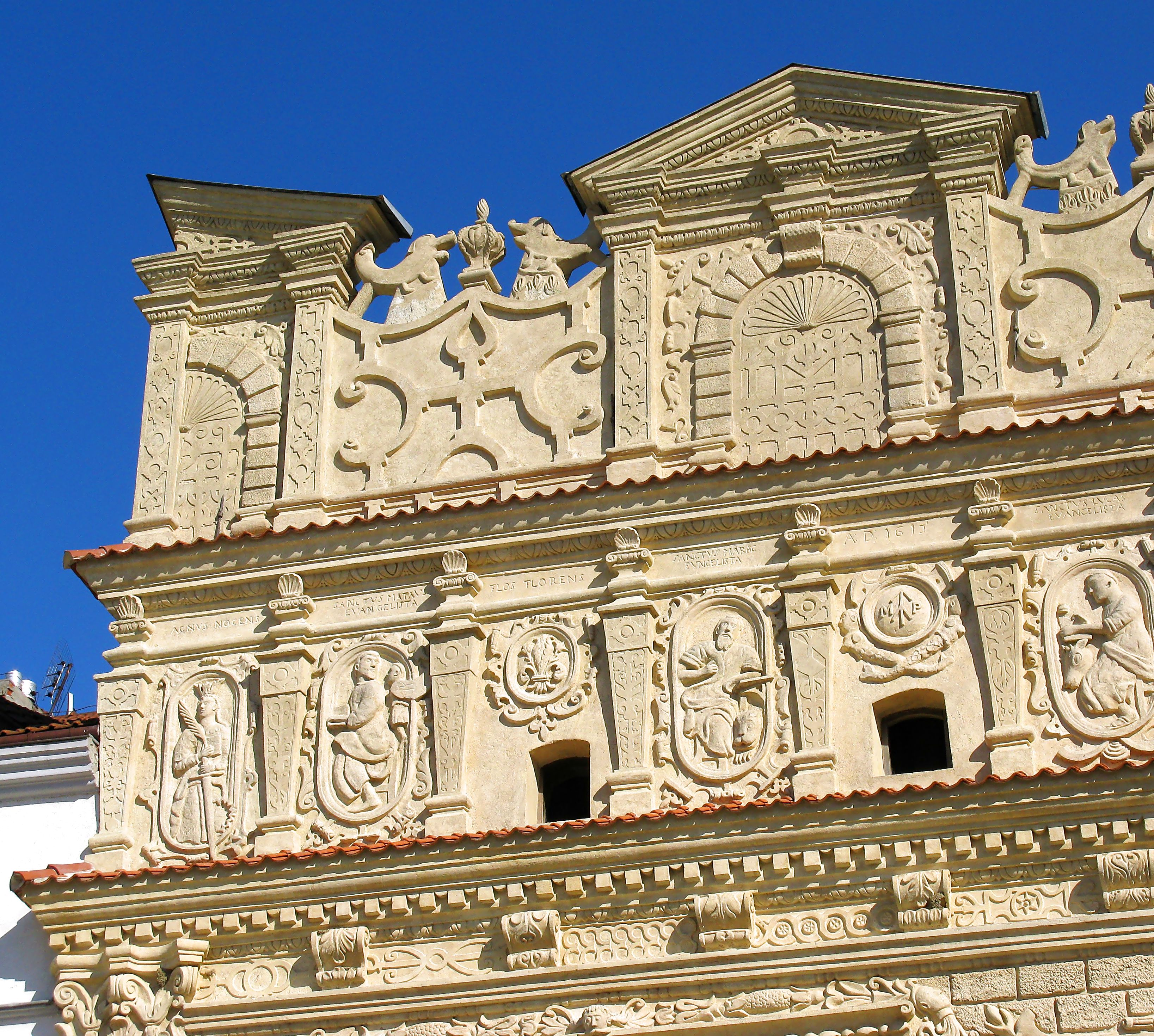
Fassadendetail Hl. Nikolaus-Haus
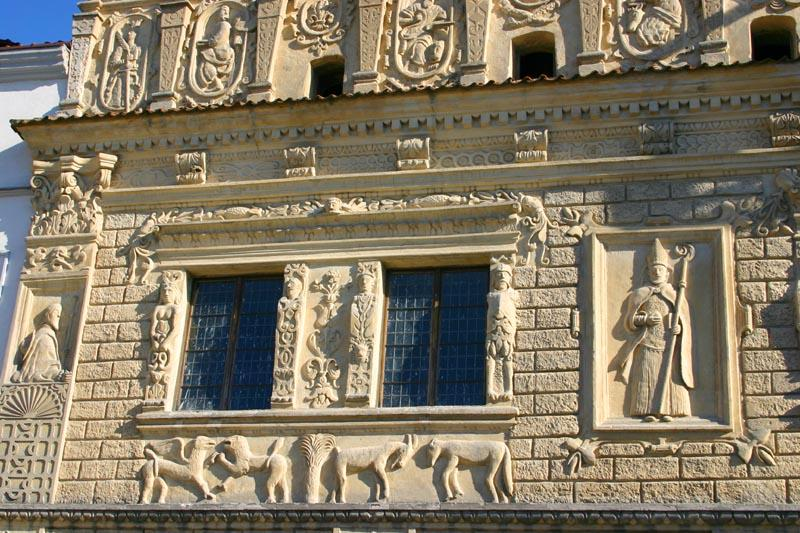
Fassadendetail Hl. Nikolaus-Haus
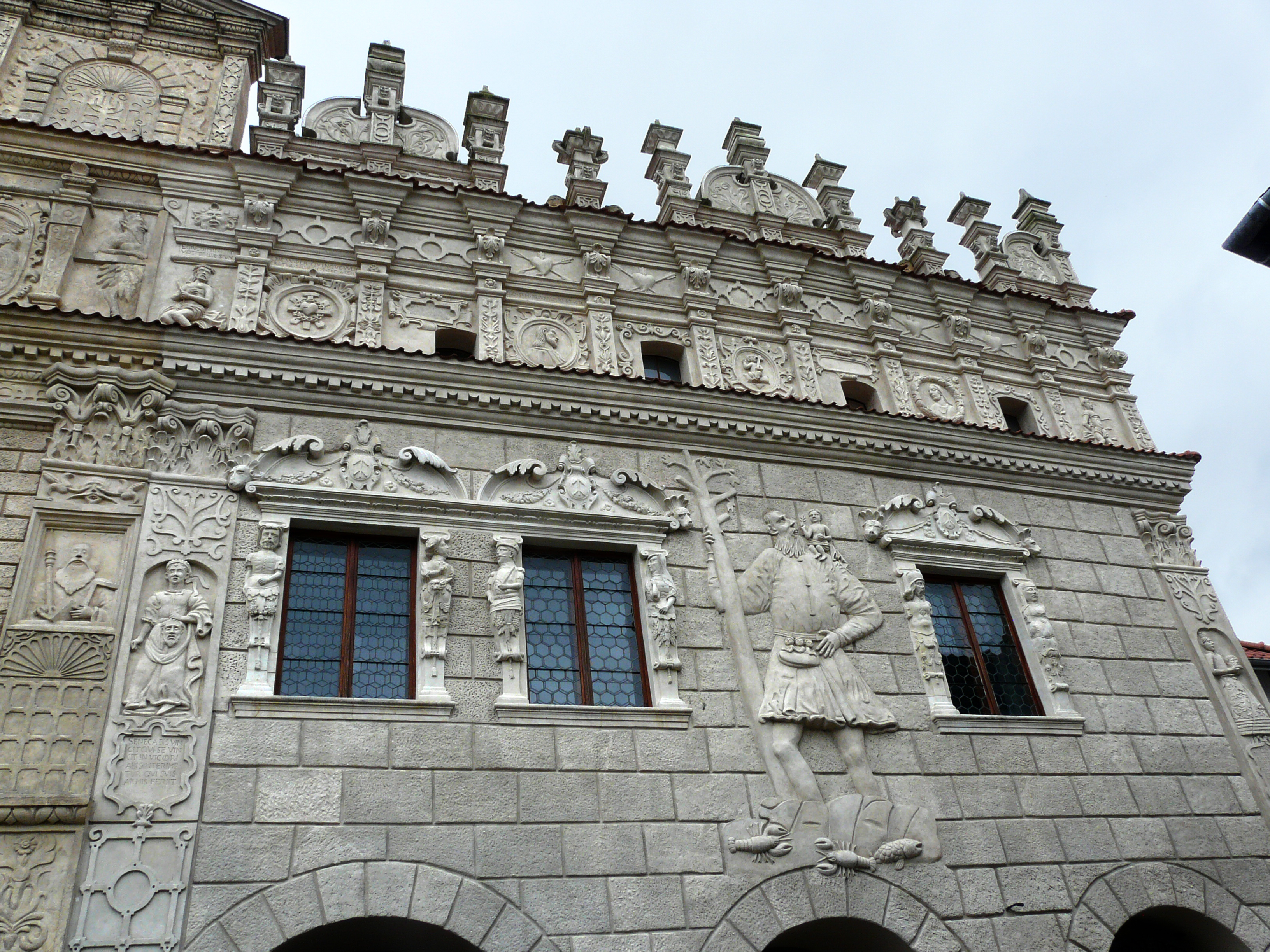
Fassadendetail Hl. Christophorus-Haus
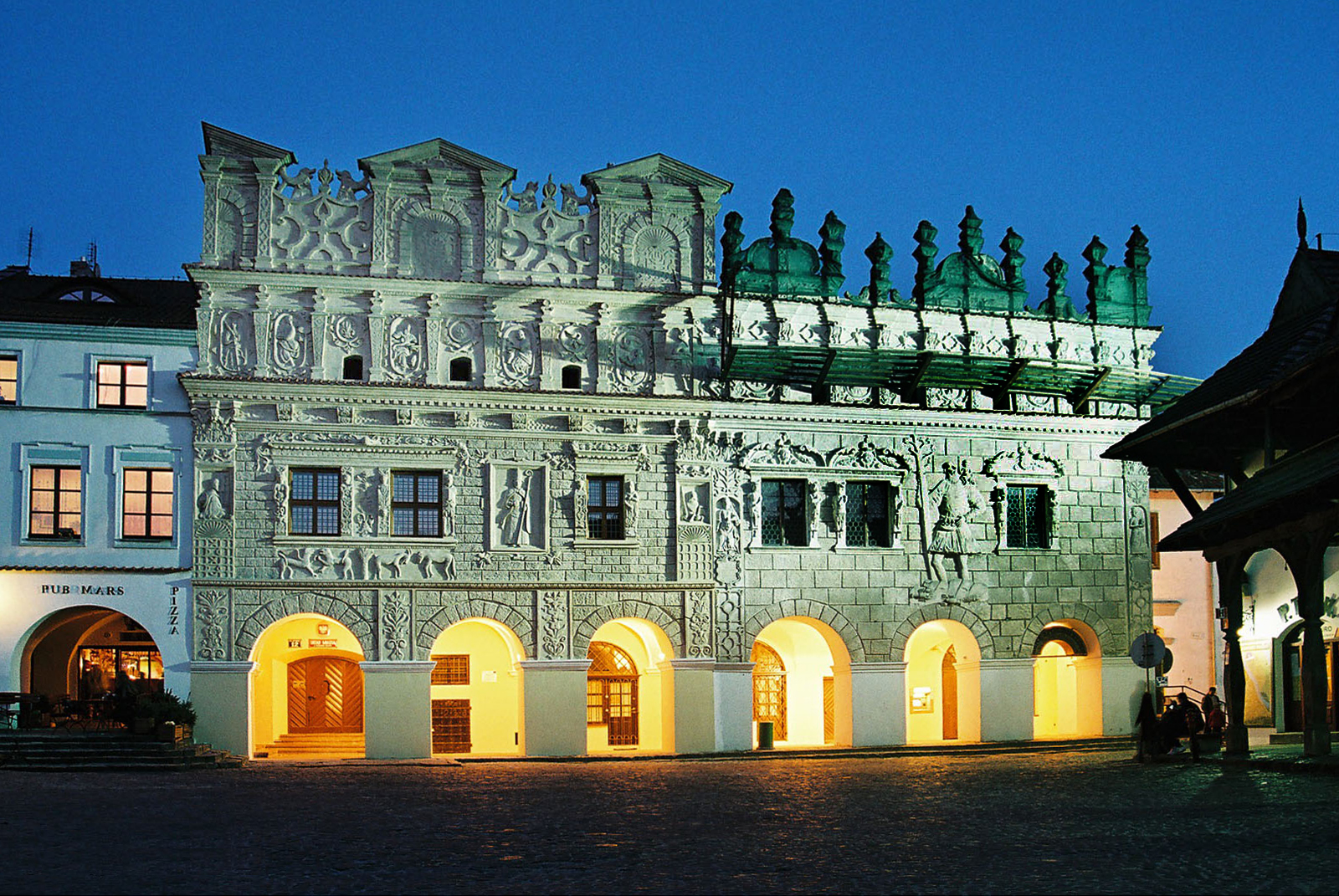
Nachtansicht
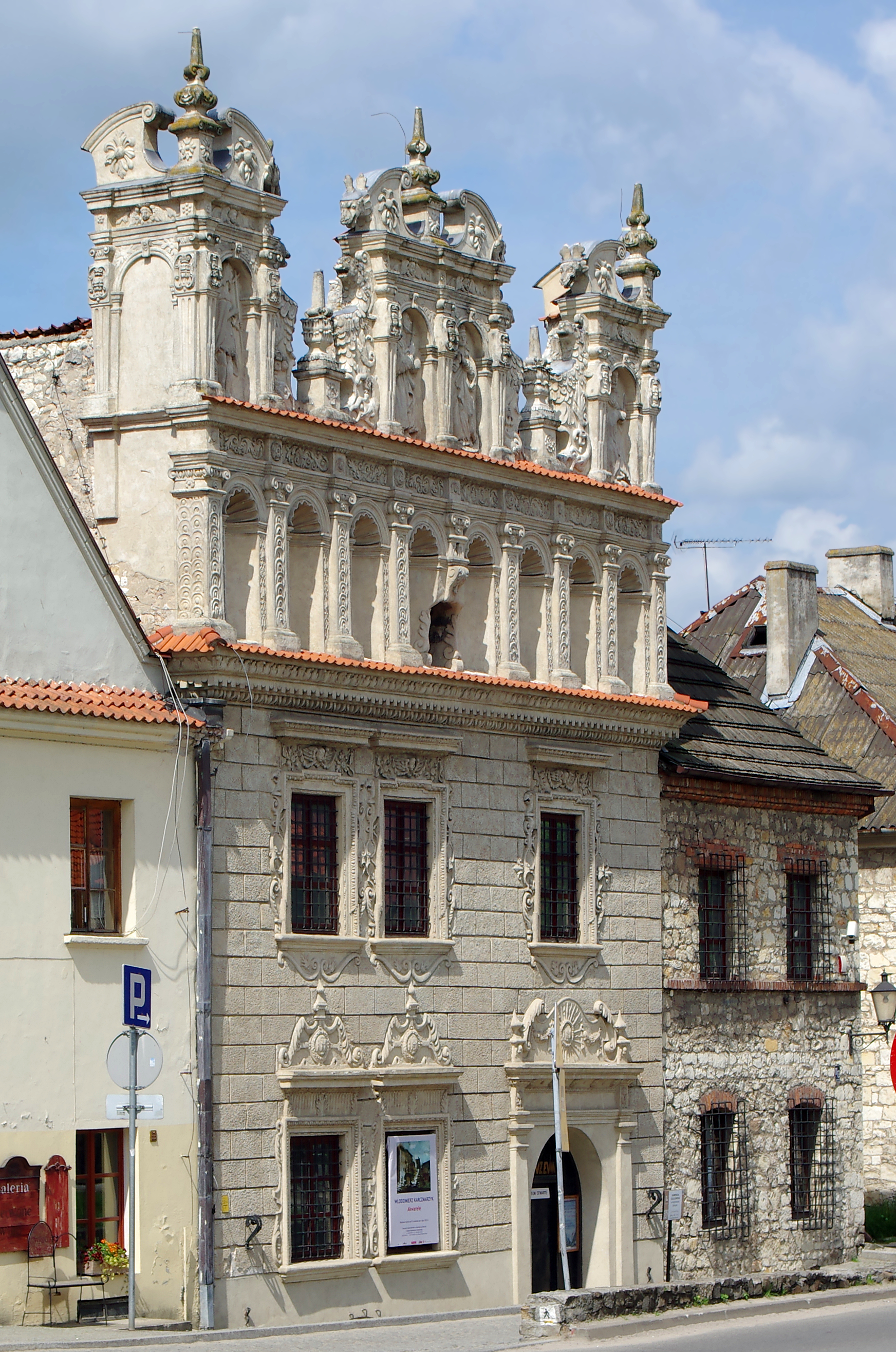
Celej-Haus, Senatorska-Str.